# Louis Pierre Deseine
Pour les articles homonymes, voir Deseine.
Louis Pierre Deseine est un sculpteur français né à Paris le 20 juillet 1749 et mort dans la même ville le 11 octobre 1822.

## Biographie
Louis-Pierre Deseine est le fils de Louis-André Deseine, maître menuisier, et de Madeleine Potier.
Il est le frère cadet du sculpteur Claude André Deseine (1740-1823). Il a comme premier maître Edme Dumont, puis il devient élève de Louis-Philippe Mouchy, de Guillaume Coustou et d'Augustin Pajou, dont il expose le portrait en buste au Salon de 1785. Il obtint le prix de Rome de sculpture en 1780, l'agrément de l'Académie royale de peinture et de sculpture en 1785 avant d'en devenir membre en 1791. En 1814, il publie une histoire de l'Académie royale.
Sculpteur néo-classique au service du prince de Condé, il demeure fidèle aux Bourbons sous la Révolution et l'Empire.
Il est nommé chevalier de l'ordre de l'Éperon d'or et chevalier de Malte (1816).
Il meurt le 11 octobre 1822 à Paris, où il est enterré au cimetière du Montparnasse (3e division).

## Œuvres dans les collections publiques

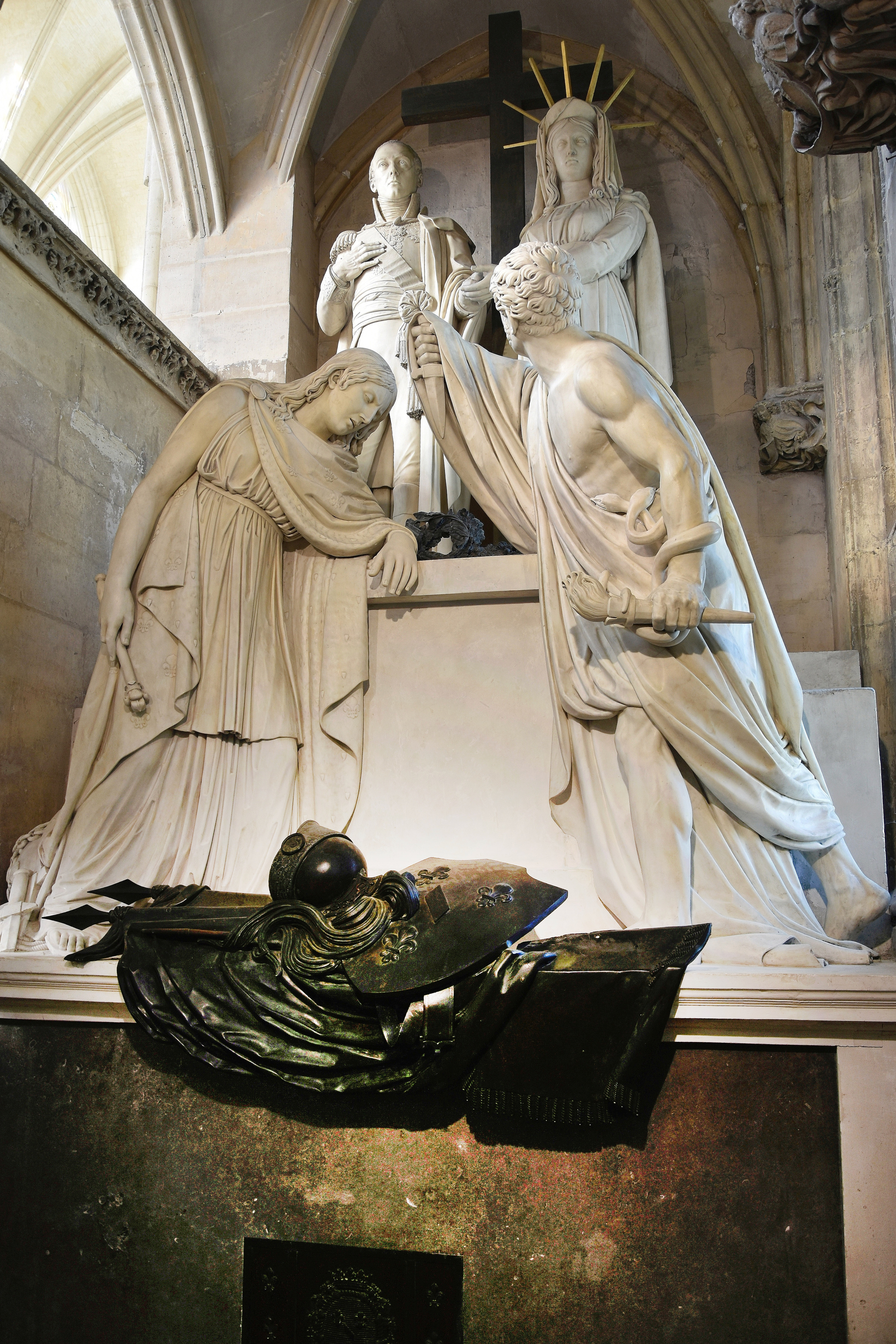
Monument funéraire du duc d'Enghien (1825), château de Vincennes.

- Ballancourt, château du Saussay : Le Général Auguste de Colbert, statue en plâtre, et Le Général comte de Canclaux, buste en marbre.
- Chantilly, musée Condé :
  - Maquette du monument du duc d'Enghien à Vincennes, 1817, bois et plâtre ;
  - Portrait de Louis V Joseph de Bourbon-Condé (1736-1818), buste en plâtre ;
  - La Force du courage soutient le duc d'Enghien jusqu'à son heure dernière…, deux dessins, projet de monument à la mémoire du duc d'Enghien ;
  - Le Déluge, dessin ;
  - Deux Romains saluant un empereur assis, dessin ;
  - Porsenna, dessin.
- Château-Thierry, musée Jean-de-La-Fontaine : Portrait de Jean de La Fontaine, buste en plâtre patiné.
- île d'Aix, musée napoléonien : Portrait de Jean-Baptiste Bessières, duc d'Istrie, maréchal de France (1768-1813), 1813, buste en plâtre patiné bronze.
- Paris :
  - arc de Triomphe du Carrousel : Entrée à Vienne, bas-relief.
  - cathédrale Notre-Dame de Paris, chapelle Saint-Marcel : Mausolée du cardinal de Belloy.
  - École nationale supérieure des beaux-arts :
    - Portrait d'Abélard, 1801, buste en plâtre dans un médaillon en pierre ;
    - Portrait de Charles VIII, 1799, buste en terre cuite.

  - église Saint-Roch :
    - La Flagellation, bas-relief en plâtre, 1,80 × 2,20 m, chapelle Saint-Charles ;
    - La Mise au tombeau, groupe en plâtre, 3 × 4,80 m, chapelle du calvaire.

  - musée du Louvre :
    - Mucius Scævola bravant la douleur, 1791, statue en marbre, pièce de réception à l'Académie ;
    - Portrait d'Augustin Pajou, 1785, buste en terre cuite ;
    - Portrait de Claude-Pierre-Louis Durand à l'âge de quatre ans (1783-1867), 1788, buste en plâtre ;
    - Études pour le mausolée du cardinal de Belloy, esquisses en plâtre ;
    - Étude d'un homme debout avec une draperie sur l'épaule, dessin.

  - palais Bourbon, façade côté quai d'Orsay : Michel de L'Hospital, statue en pierre. Elle fait partie d'un groupe de quatre statues de grands personnages de l'histoire de France. En 1989, lors d'une restauration, elles sont remplacées par des moulages[4].
- Rueil-Malmaison, châteaux de Malmaison et Bois-Préau : Portrait du pape Pie VII, 1805, buste en plâtre patiné terre cuite.
- Versailles :
  - châteaux de Versailles et de Trianon :
    - Portrait de Louis XVII, 1790, buste en marbre[5] ;
    - Portrait de Jean-Joachim Winckelmann, buste en plâtre teinté ;
    - Le Comte Jean Étienne Marie Portalis, statue en marbre ;
    - Portrait de Pierre-Nicolas de Fontenay, sénateur (1743-1806), 1807, buste en marbre.

  - musée Lambinet : Jean-Sylvain Bailly, surmoulage en plâtre du buste en marbre.
- Vincennes, château de Vincennes, Sainte Chapelle : Monument funéraire du duc d'Enghien, 1825[6].

## Expositions
Du 17 octobre 2014 au 8 juin 2015, un ensemble d'esquisses de Deseine pour le tombeau du cardinal de Belloy est présenté à Paris au musée du Louvre.

Œuvres de Louis Pierre Deseine
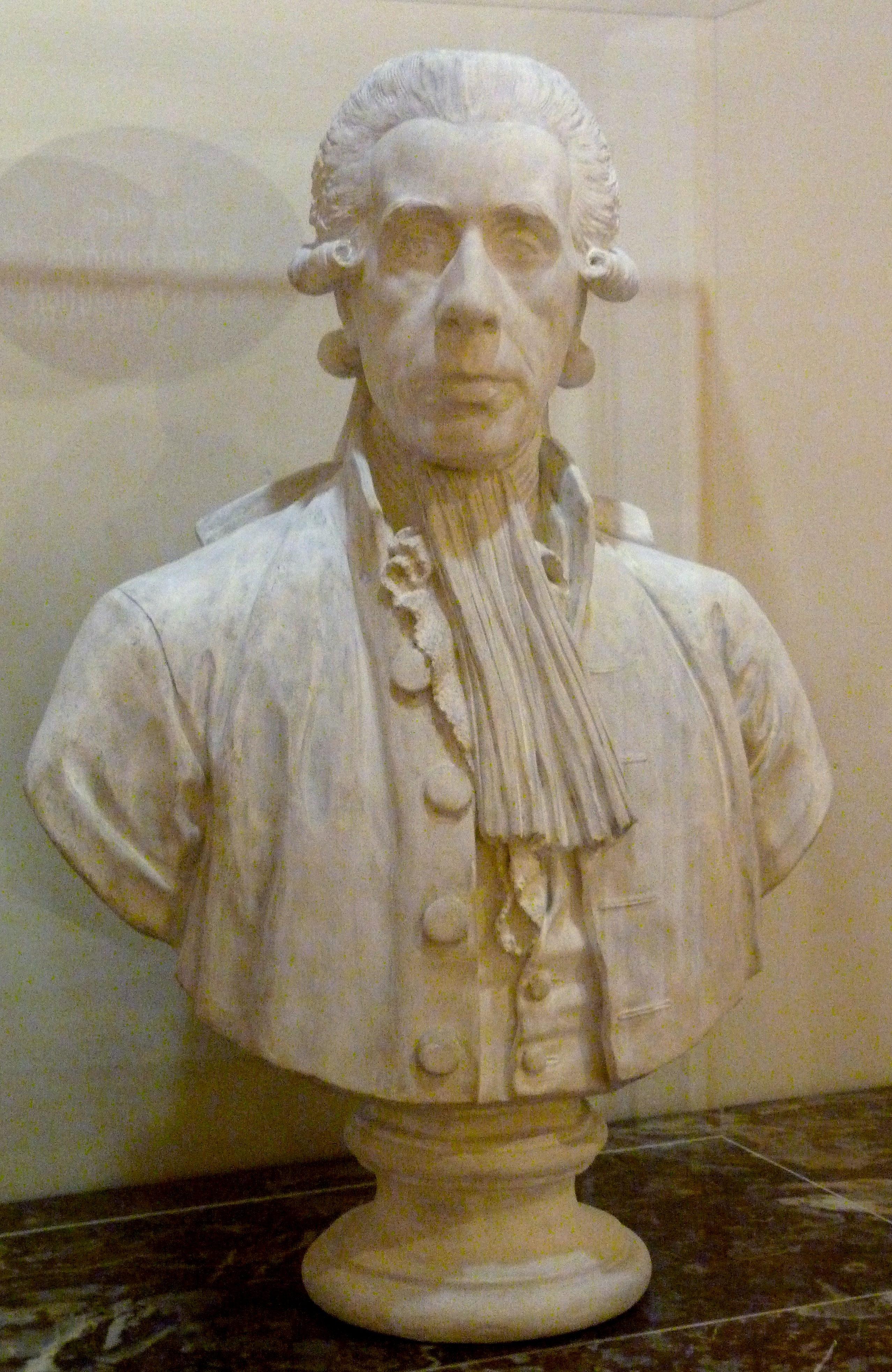
Jean-Sylvain Bailly, Versailles, musée Lambinet.
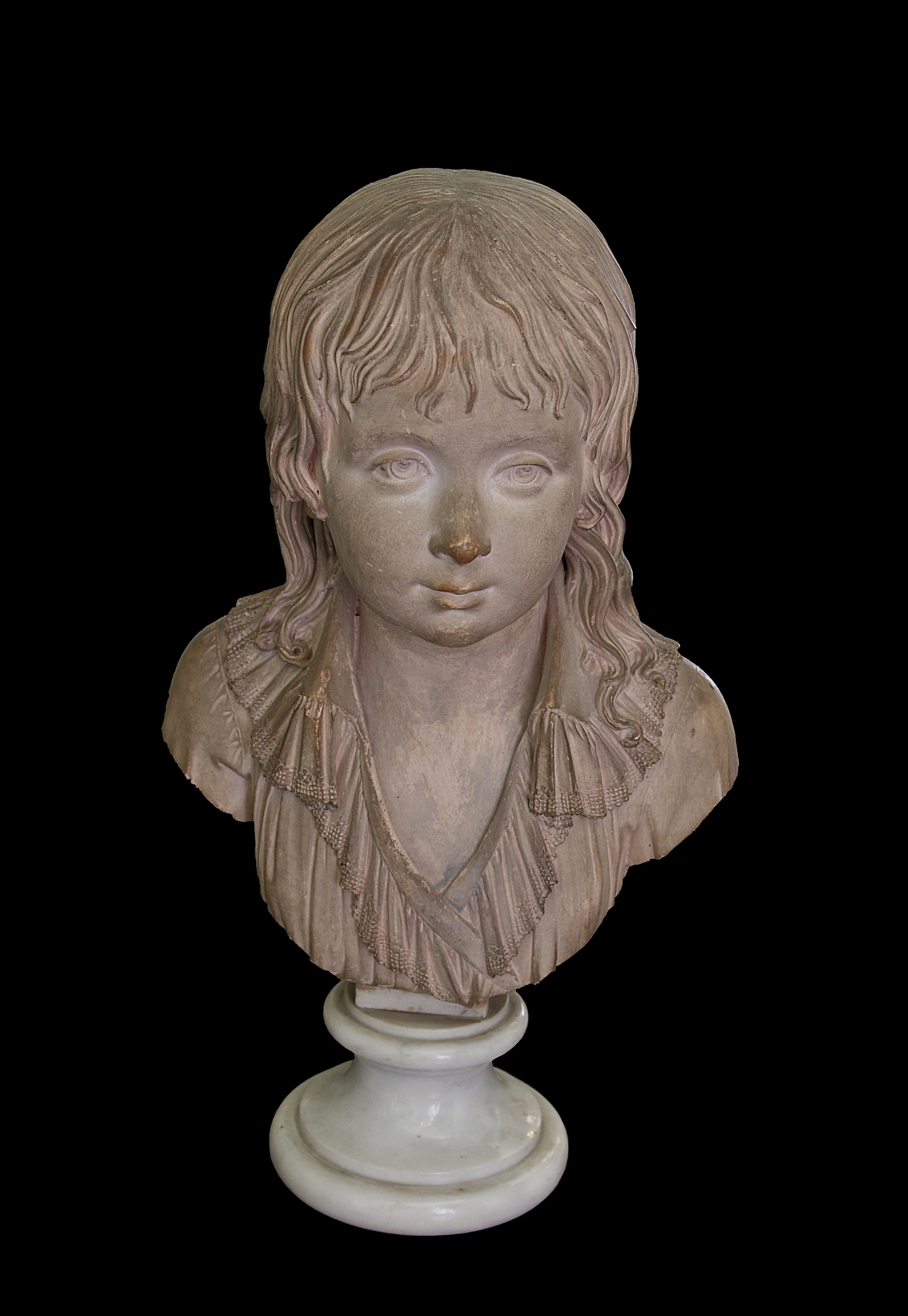
Buste de Louis-Charles de France dauphin, fin des années 1780-début 1790, château de Versailles.
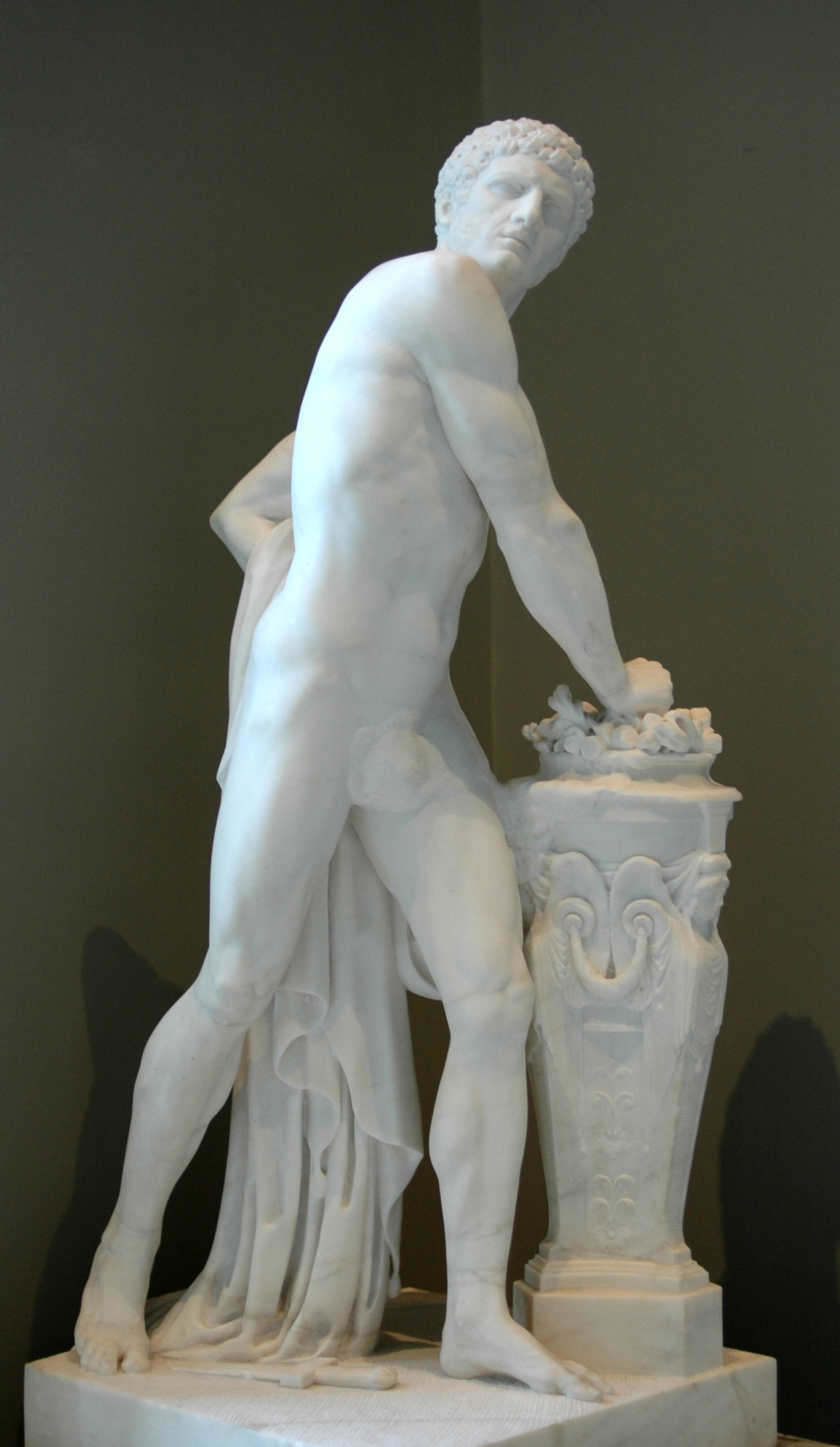
Mucius Scævola bravant la douleur (1791), Paris, musée du Louvre.
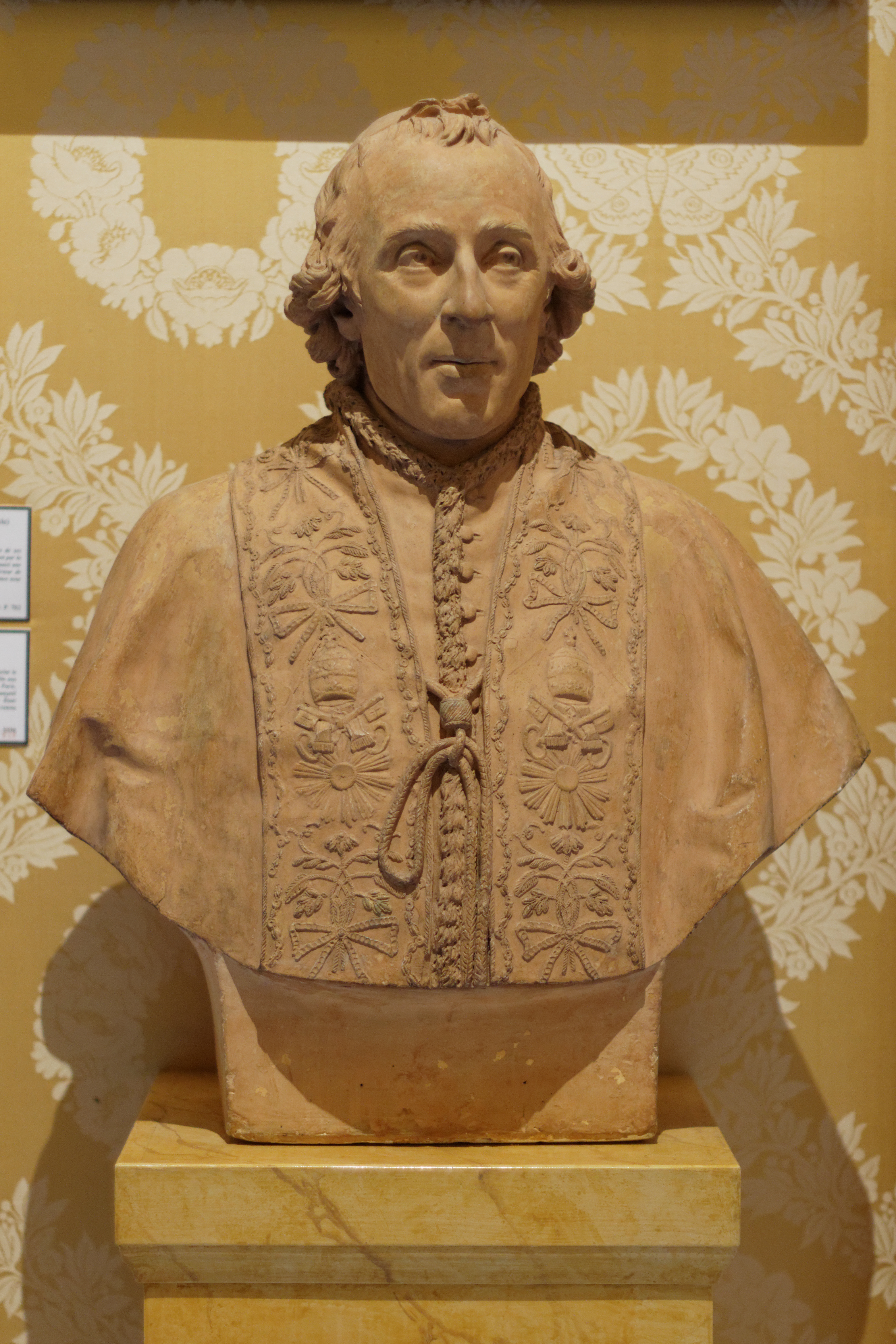
Pie VII (1805), Paris, musée Carnavalet.
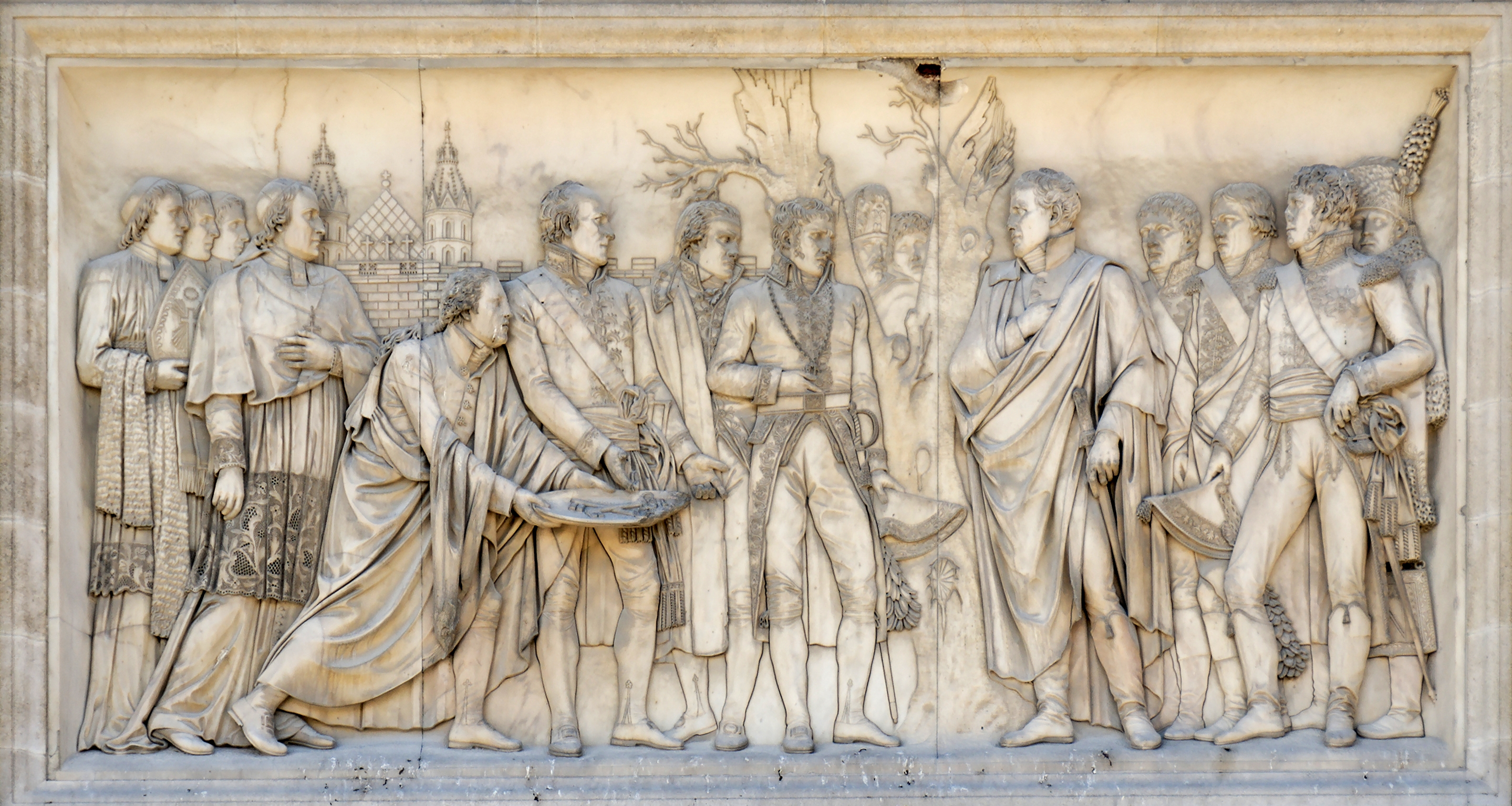
Entrée à Vienne (1809), bas-relief, Paris, arc de Triomphe du Carrousel.
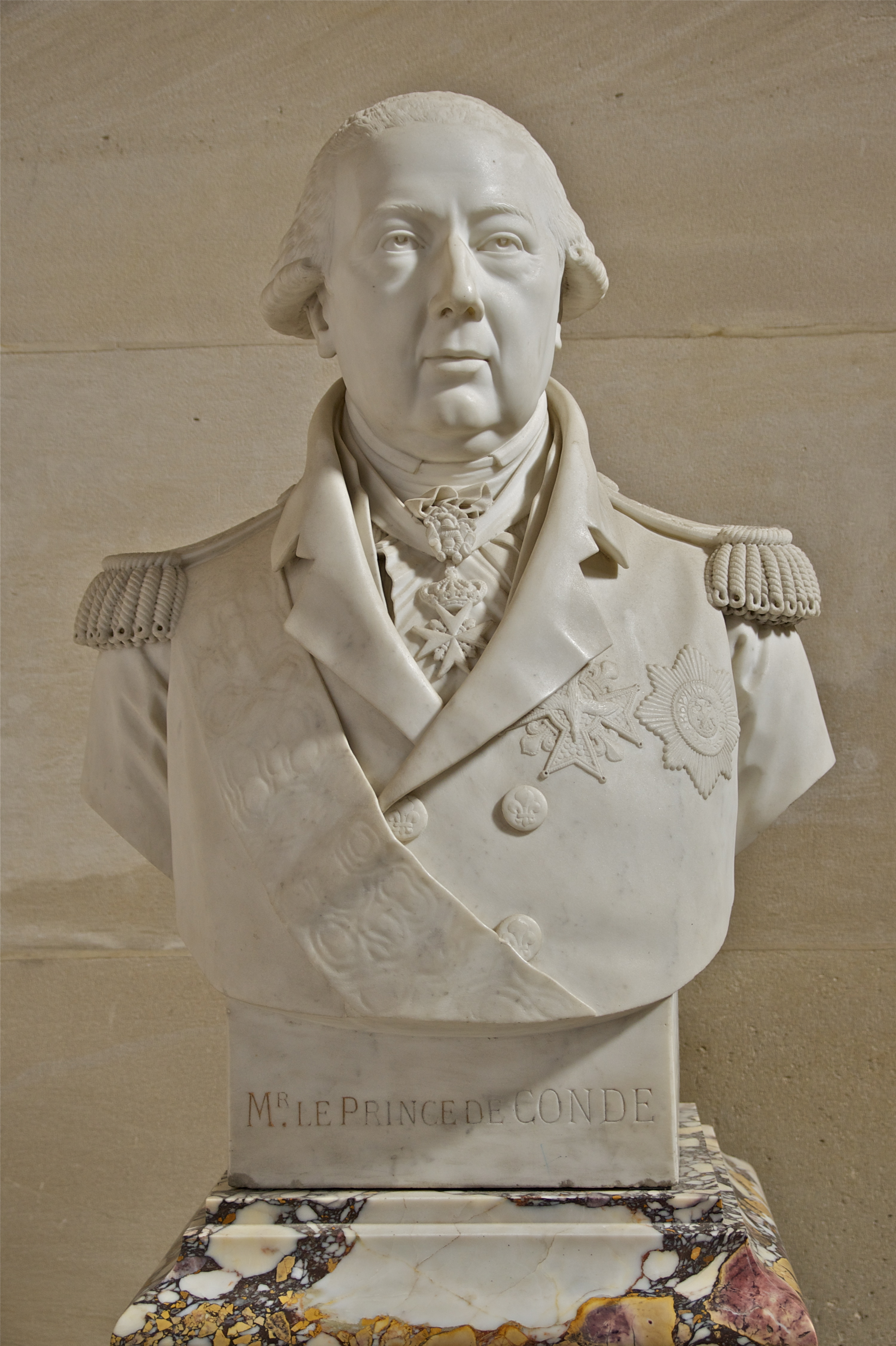
Le Prince de Condé (1814), Chantilly, musée Condé.
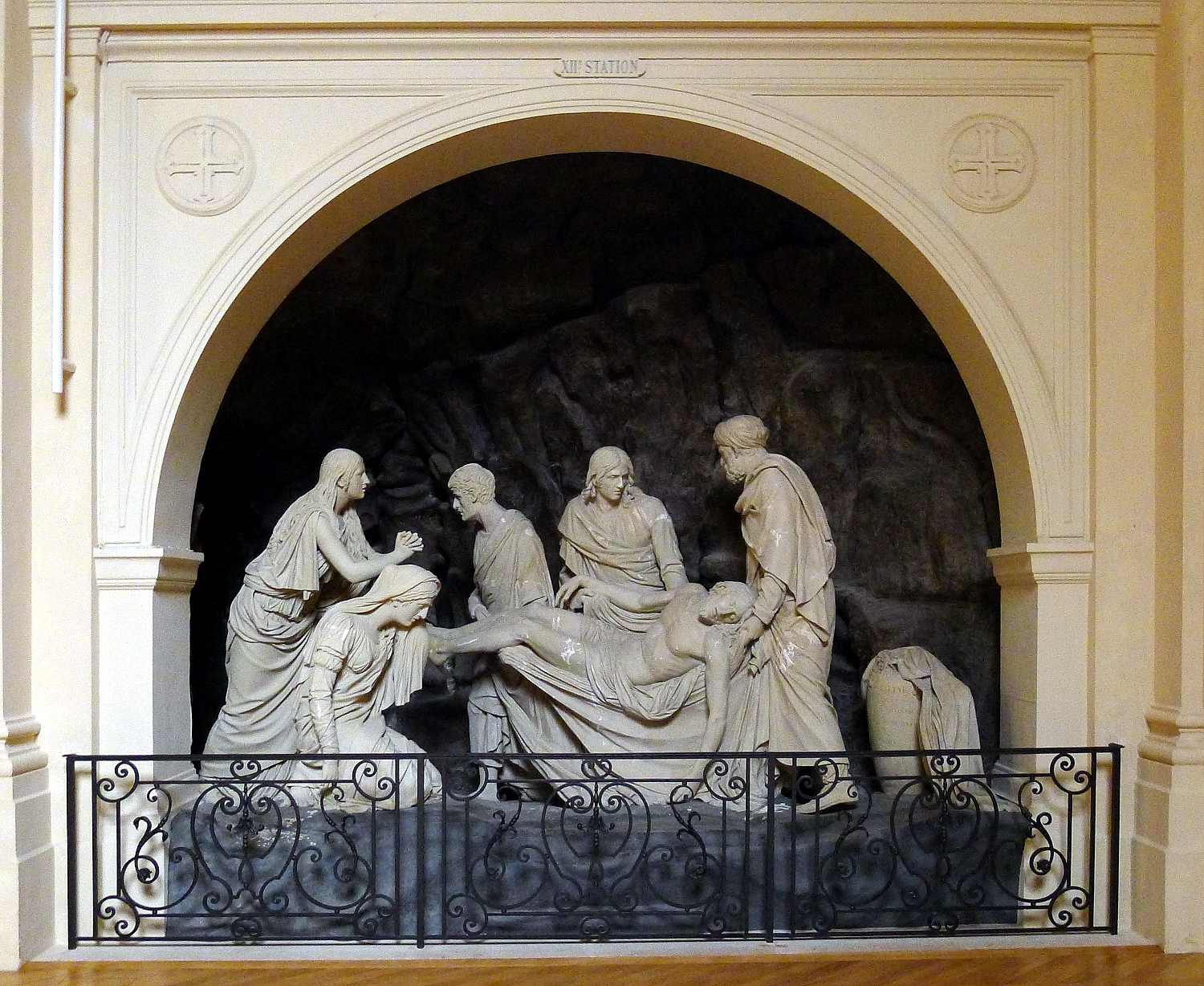
La Mise au tombeau, Paris, église Saint-Roch.
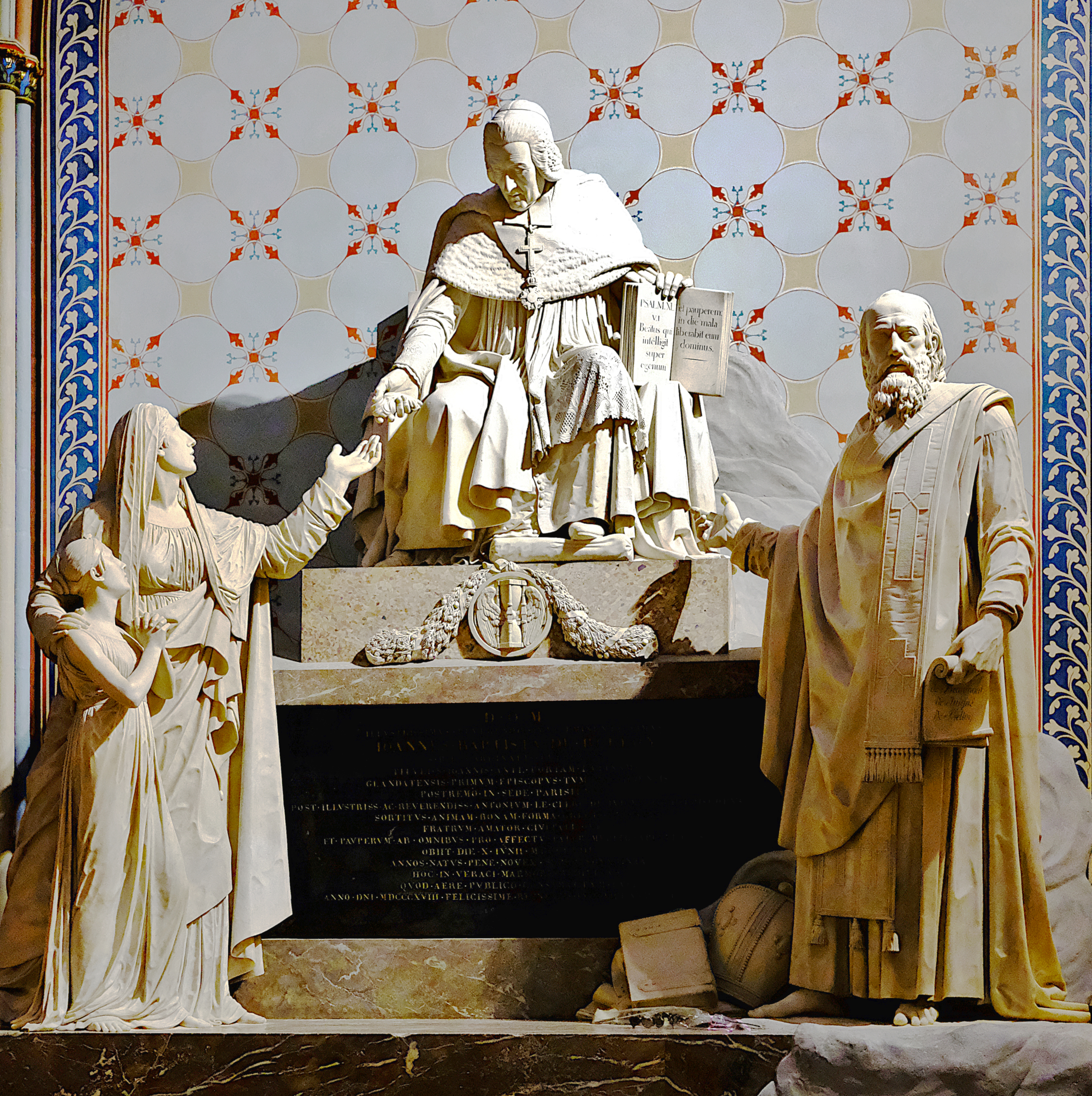
Cénotaphe de Jean-Baptiste de Belloy (Notre-Dame de Paris).